# Buxus glomerata
Buxus glomerata är en buxbomsväxtart som beskrevs av Müll. Arg. Buxus glomerata ingår i släktet buxbomar, och familjen buxbomsväxter. Inga underarter finns listade i Catalogue of Life.